# Flemming Povlsen
Flemming Søgaard Povlsen (Aarhus, 3. prosinca 1966.), je bivši danski nogometaš.

## Karijera
Povlsen je karijeru počeo u rodnom Aarhusu, iz kojeg je već 1985. otišao u madridski Real. S 19 godina igrao je u satelit-klubu slavnog Reala - Castilli. Obrambeni igrači teško su ga ozlijedili i on se sljedeće sezone vraća u Aarhus. 1987. debitira u reprezentaciji, te se iste godine priključuje 1. FC Kölnu u kojemu mu je već zemljak i suigrač iz reprezentacije legendarni Morten Olsen. 
Povlsen je po poziciji bio napadač, ali ne klasični. Dok je u početku karijere bio centrafor, ipak je više ostao zapamćen igrajući kao ofenzivno desno krilo. Bio je fiziči vrlo dominantan, izrazito probojan i neustrašiv. Fantastičan duel igrač, iznimno opasan u kontrama, dodavač i pucač. U Kolnu ostaje do ljeta 1989., kada prelazi u PSV Eindhoven. U to vrijeme bio je jedan od najtraženijih napadača Europe. No, ipak u ljeto 1990. kad se očekivao njegov prelazak u jedan od vodećih klubova Italije, on se ponovno vraća u Njemačku i stavlja potpis za Borussiu Dortmund. 
Na Europskom prvenstvu u Švedskoj, Danska je osvojila 1. mjesto, čemu je značajno doprinio i Flemming Povlsen. Njegov agresivni i strastveni stil dominirao je cijelim prvenstvom. Nažalost, već na jesen Povlsen ima težak lom noge. Oporavak je trajao godinu dana. Za klub i reprezentaciju vraća se tek u srudenom 1993. Igrao je opet godinu dana, te doživio novi lom noge. Taj lom zapravo je i značio prekid nogometne karijere, praktički u najboljim godinama. 
Flemming Povlsen je u periodu od 1987. do 1994. za Dansku odigrao 62 utakmice i postigao 21 gol. 1988. i 1992. dobivao je glasove u izboru "France Footballa" za najboljeg igrača Europe. Danas radi kao nogometni sudac.